# Kościół św. Olafa w Tallinnie
Kościół św. Olafa w Tallinnie (est. Tallinna Oleviste kirik) – kościół Estońskiej Unii Zborów Ewangelicznych Chrześcijan i Baptystów. Jest położony przy ul. Lai 50 (est. ul. Szerokiej), w miejscu, które już w XII w. (a więc jeszcze przed podbojem Tallinna przez Duńczyków w 1219 r.) było prawdopodobnie placem targowym osadników skandynawskich. Nosi wezwanie św. Olafa, króla Norwegii.

## Historia
Pierwsza wzmianka o kościele św. Olafa pochodzi z 1267. W XV w. został on przebudowany na bazylikę. Nawę główną przekryto sklepieniem gwiaździstym a nawy boczne – krzyżowym. W latach 1513—1523 do kościoła dobudowano kaplicę Mariacką.
15 września 1524 do Tallinna zawitała reformacja. Od tamtego czasu kościół św. Olafa stał się świątynią protestancką. Pod wpływem ikonoklazmu zniszczono w kościele wiele zabytkowego wyposażenia, w tym obrazów.
Kościół św. Olafa płonął kilka razy w swej historii, ostatni raz 16 lipca 1820. Po odbudowie w 1840 zyskał dzisiejszy wygląd. W 1850 car rosyjski Mikołaj I ufundował dla odbudowanego kościoła wielki dzwon, opatrzony stosowną inskrypcją informującą o ofiarodawcy (w jęz. niemieckim). Z tego samego okresu pochodzą organy, żyrandole są natomiast starsze i zostały przeniesione do kościoła z innych budowli.
W czasie II wojny światowej kościół szczęśliwie uniknął poważnych zniszczeń.
Po rozpadzie ZSRR i ponownym odzyskaniu niepodległości przez Estonię w 1990 kościół został przekazany miejscowej wspólnocie chrześcijan-baptystów.

## Architektura

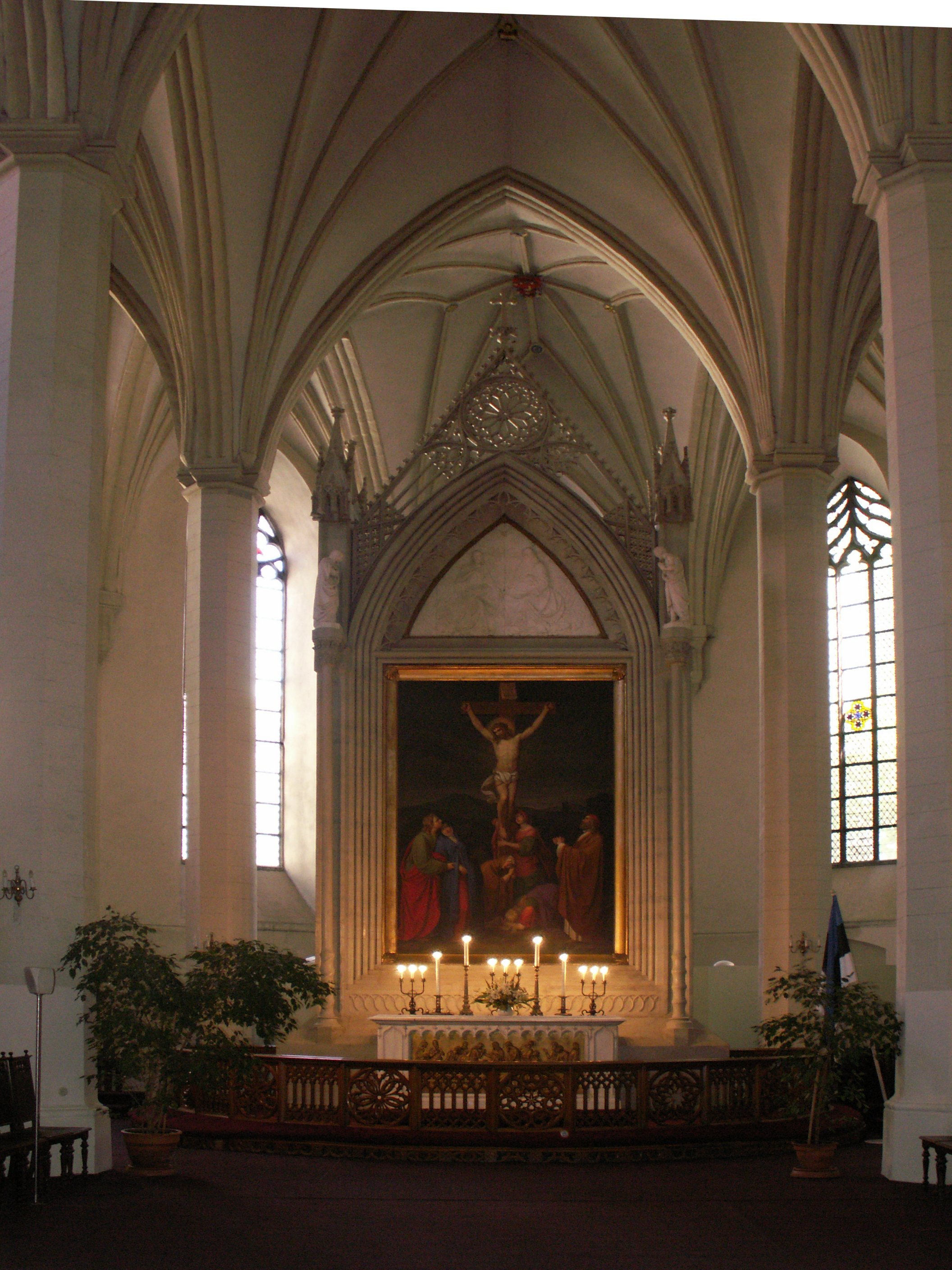
Wnętrze kościoła – widok na prezbiterium

Kościół św. Olafa jest budowlą trzynawową, przy czym nawa środkowa jest dwukrotnie wyższa od naw bocznych. Wystrój wnętrza jest gotycki. Do kościoła przylega pochodząca z XVI w. kaplica Mariacka, ufundowana przez miejscowego kupca, Hansa Pawelsa. Poświęcony jest mu specjalny cenotaf w kaplicy. Autorem cenotafu jest prawdopodobnie pochodzący z Westfalii rzeźbiarz Heinrich Brabender.
Wieża kościoła ok. 1500 została zwieńczona bardzo wysokim, szpiczastym  hełmem i przypuszczalnie osiągnęła wysokość 159 m; wyższa byłaby tylko wieża katedry w Lincoln, mierząca ok. 525 stóp (ok. 160 m). Wieża angielskiej katedry spłonęła w styczniu 1548; przy przyjęciu wartości 159 m jako prawidłowej, kościół św. Olafa stałby się wówczas najwyższym kościołem w Europie. W 1625 jego wieża spłonęła od uderzenia pioruna.
Po odbudowaniu w 1820 wieża mierzy 123,70 m. Nadal jednak jest, podobnie jak przed wiekami, najwyższą budowlą Starego Miasta w Tallinnie i jego charakterystycznym punktem orientacyjnym. Od 2002 wieża jest udostępniona dla ogółu.

## Legenda o budowniczym kościoła
Mieszczanie Tallinna postanowili na cześć swojego miasta wznieść kościół, jakiego jeszcze świat nie widział. Szukali więc mistrza, który podjąłby się tego niezwykłego zadania. W końcu znaleźli odpowiedniego wykonawcę – młodego mistrza Olafa. Zbudował on kościół taki, jaki wymarzyli sobie mieszczanie – z wieżą sięgającą do samego nieba. Gdy jednak mistrz, będąc na samym czubku wieży, już kończył swoje dzieło, spojrzał w dół, na maleńkie figurki ludzi, stracił nagle równowagę i runął, ponosząc śmierć na miejscu. Gdy leżał już na ziemi, z jego otwartych ust wyskoczyła żaba i wypełzła żmija. Od tamtej chwili mieszczanie postanowili nazwać swój kościół na cześć nieszczęsnego budowniczego kościołem Olafa.